# Мел Бланк
Мелвин Джером „Мел“ Бланк (на английски: Melvin Jerome "Mel" Blanc; * 30 май 1908, † 10 юли 1989 г.), известен като Мел Бланк и наричан „Човекът с 1000 гласа“, е американски озвучаващ актьор и комедиант.
Въпреки че започва почти 60-годишната си кариера, изпълнявайки реклами за радиото, Бланк остава известен най-вече с работата си с Warner Bros. през „Златния век на американската анимация“, озвучавайки много от героите от филмчетата на „Шантави рисунки“ и „Весели мелодии“.